# Bolo inglês

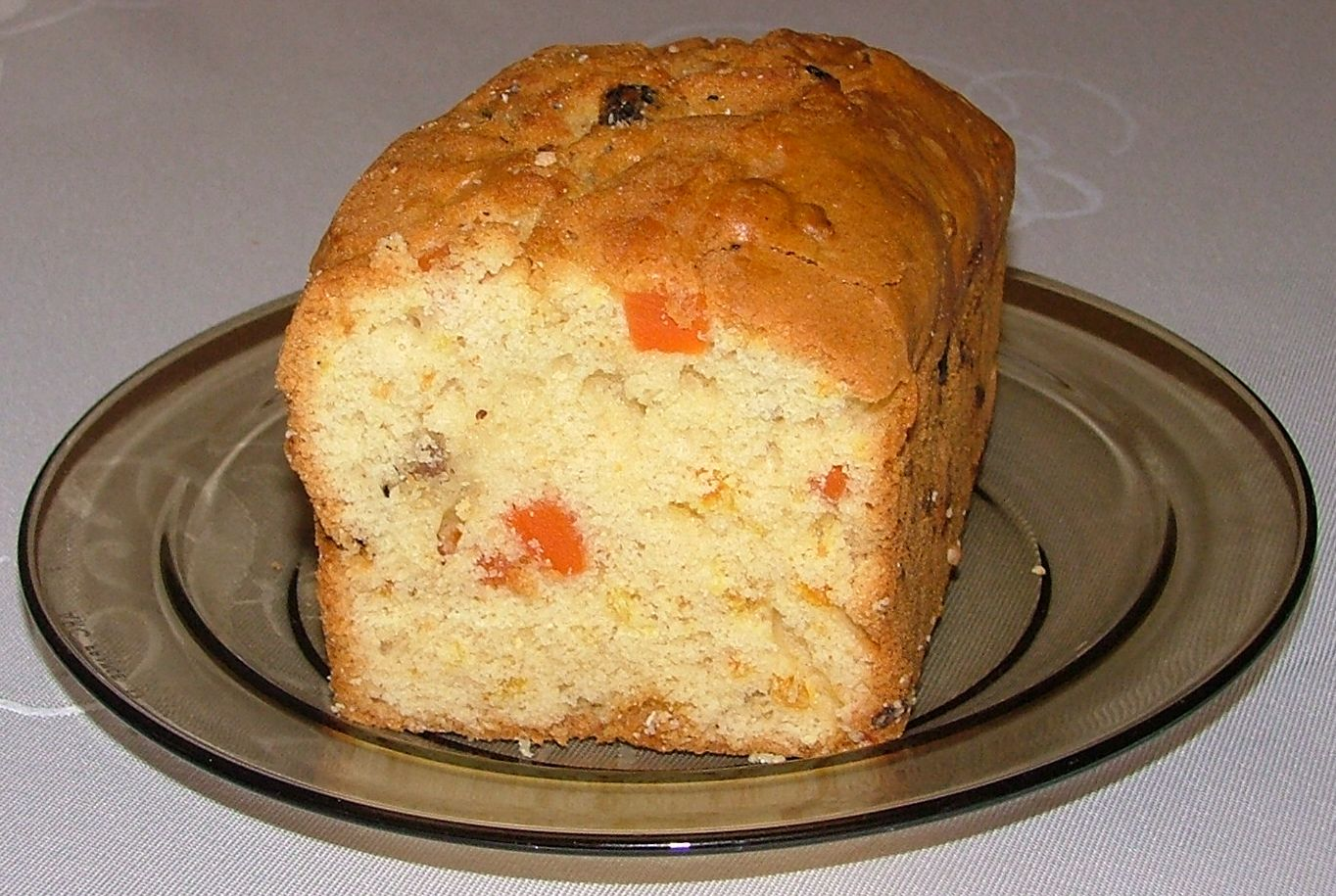
Bolo de frutas

O bolo inglês é um bolo de frutas com uma massa compacta, que leva bastante manteiga e açúcar, frutas cristalizadas, passas e frutas secas (nozes, amêndoas, avelãs), e que na época natalícia é feito com antecedência e regado com uma bebida destilada (geralmente conhaque) ou um vinho fortificado.

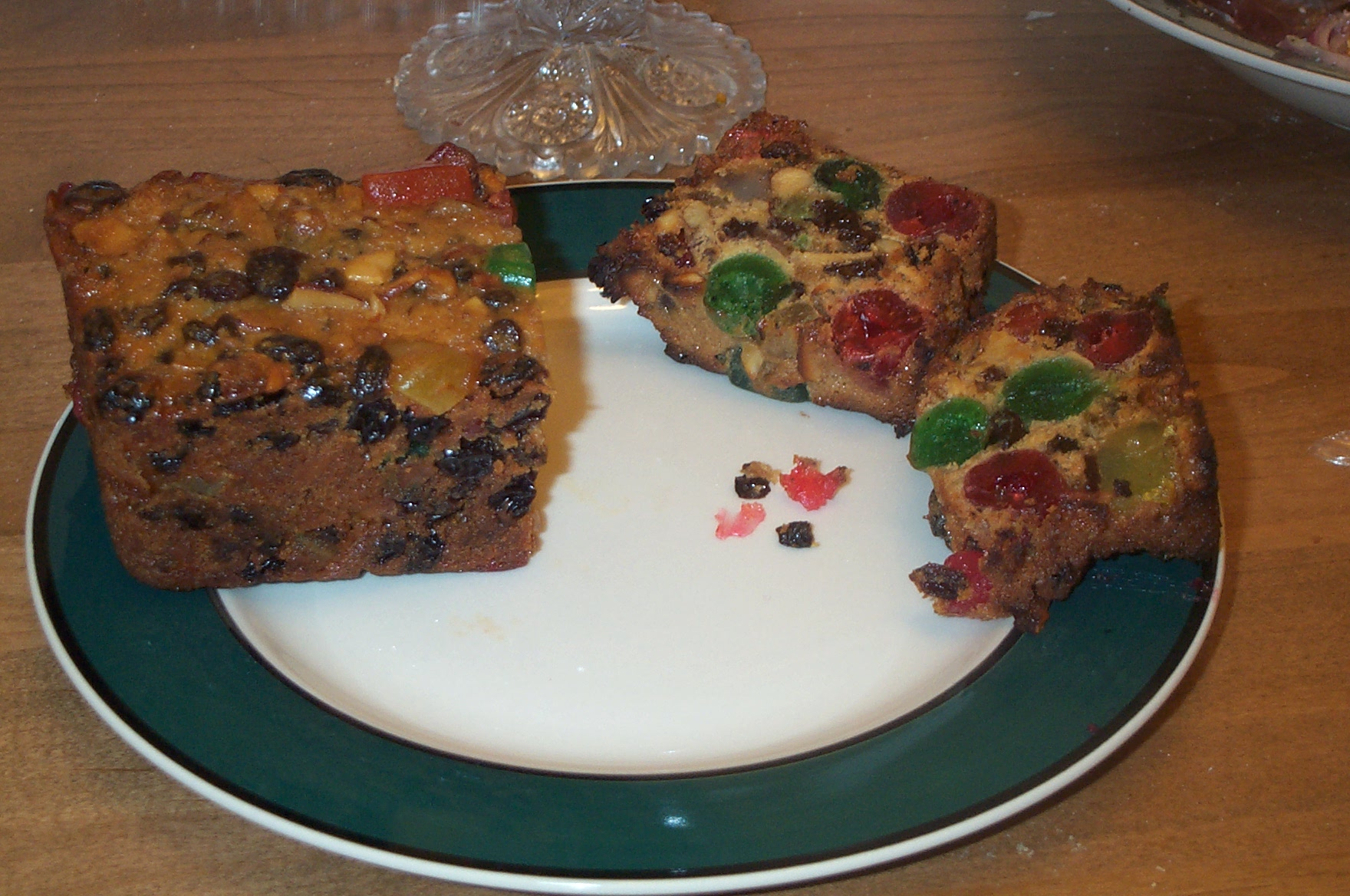
Bolo de frutas tradicional dos EUA

Apesar dos bolos de Natal em muitos países serem bolos de frutas, existe normalmente uma receita especial para estes. Em Portugal, é o bolo-rei que, embora leve frutas cristalizadas e nozes, tem uma forma e uma massa muito diferente do bolo inglês, como também o panetone italiano; na Alemanha, há o Stollen, igualmente diferente do bolo inglês e, na própria Inglaterra, há o Christmas cake e o Christmas pudding, ambos com frutas mas feitos duma forma diferente do vulgar bolo de frutas.
No Brasil, para além da receita tradicional,  também se chama “bolo inglês” a uma massa que não leva frutas e com a qual se fazem cupcakes.

## História do bolo inglês
A referência mais antiga é do tempo dos antigos romanos e incluía sementes de romã, pinhões e passas numa papa de cevada. Existem também relatos da Idade Média de cruzados que levavam este bolo nas suas viagens, que duravam vários meses ou anos. No século XVI, a cevada foi substituída por farinha de trigo e o mel por açúcar que vinha das colônias com um bom preço. No século XVIII, os bolos de frutas foram restringidos às festas principais por leis feitas pelas autoridades religiosas que achavam que estes bolos eram “pecaminosos”, mas no século seguinte, o “chá vitoriano” não era servido sem o bolo de frutas.
O nome deste bolo, pelo menos em Portugal e na América do Sul, pode estar relacionado com o acordo com os ingleses, quando Portugal estava a ser invadido por Napoleão. No entanto, mais recentemente nos Estados Unidos, o bolo de frutas está novamente a ser ameaçado pela mesma razão que no século XVIII – ser demasiado pesado e ter-se tornado num presente fácil de conseguir para as festas.